# 王馬熙純
王馬 熙純（おう・ま・きじゅん、1920年9月1日 - 2018年6月11日）は、中国出身の日本の料理研究家。日本に帰化、本名・王城純子〈おうき・じゅんこ〉。

## 人物・来歴
中国・ハルビン出身。水運業、酒精工場、イースト工場、銀行業などを手がけた実業家である馬延喜の長女として生まれる。レオ・シロタに師事することを希望し、母を伴って三兄と妹とともに日本に留学した。1937年に東京音楽学校予科に入学。1938年から同校本科器楽部ピアノ専攻で学び1941年3月に卒業。同年4月に同校研究科器楽部ピアノ専攻に進学した。1942年に東京音楽学校の満州国建国十周年慶祝音楽使節団にピアニストとして参加し、満洲、朝鮮の各地を巡って演奏した。8月19日と20日に故郷ハルビンの満鉄厚生会館で開催された演奏会ではカール・マリア・フォン・ウェーバー作曲『ピアノ小協奏曲』の独奏者を務めた。ハルビンに戻ったのち、1944年に王遵伯（王克敏の息子）と結婚して北京に移住。戦後の1950年に再度来日。香川栄養学園（女子栄養大学）に招かれ、1951年から40年間にわたり専任講師として中国料理を教えた。1957年からNHK「きょうの料理」にも講師としてレギュラー出演した。1984年、文部大臣賞受賞（学校給食調理技術指導者養成の功績による）。1993年、東京ファッション協会第8回ダイヤモンドレディ賞受賞。

## 逸話
- 中華料理の教え子に正田美智子や竹田恒泰がいる。また、竹田恒泰は中国語も王馬熙純から習ったとされている[12]。
- 愛新覚羅氏の一族[13]。

## 著書
- 『中国料理』柴田書店, 1958
- 『中国料理10週間』柴田書店, 1960
- 『中国料理』 (写真でまなぶ料理シリーズ) 鎌倉書房, 1963
- 『中国風きょうの料理 NHK』日本放送出版協会, 1969
- 『お料理しましょう 1』川本哲夫 え. 日本放送出版協会, 1970.6
- 『エレック中華料理』大門出版, 1972.10
- 『中国料理』 (カラー版・写真でわかる料理シリーズ) 鎌倉書房, 1974
- 『電子レンジでつくる中国料理』主婦と生活社, 1974
- 『中国料理入門』(カラーブックス) 保育社, 1975
- 『中国風スナック』(講談社お料理文庫) 1976
- 『王馬煕純の中国家庭料理』柴田書店, 1980.2
- 『中国家庭料理おすすめ百菜』日本放送出版協会, 1995.10